# Майкл Орр
Майкл Орр (Michael Orr) - британський ралійний штурман.
Його кар'єра розпочалася в 15 років в рідній Північній Ірландії. Дебютував в WRC на ралі Великої Британії 1993 року з пілотом Andrew Wheatley. Після кількох років змагань він зайняв місце в координаційному департаменті в M-Sport, де працював разом з Філом Мілзом, колишнім штурманом Петера Сольберґа. Виїздив на одиничні етапи. 
В 1999 році йому запропонували бути штурманом в українській команді "Укртатнафта", де він провів сезон разом з пілотом Василем Ростоцьким і став першим і допоки єдиним іноземцем, який став чемпіоном України з ралі. Також стартували в трьох етапах чемпіонату Європи (ERC). 
В 2000 році Орр повернувся до Великої Британії, де виступав разом з Niall McShea, а через чотири роки допоміг йому здобути титул в категорії PWRC. В 2003 році провів сезон в США разом з місцевим гонщиком Ramana Lagemann і їх екіпаж здобув бронзу в чемпіонаті SCCA Pro Rally. В 2004 році разом з Antony Warmbold, провів сезон в WRC. В 2004-2005 роках він співпрацював з Халідом Аль-Касімі, виступаючи в чемпіонаті MERC. Сезон 2006 і 2007 в WRC їхав з Метью Вілсоном в команді Stobart VK Ford Rally Team де здобув найвище своє досягнення - 4 місце на ралі Японії 2007. 
В сезонах 2008-2010 виступав в чемпіонаті WRC з Халідом Аль-Касімі за заводську команду BP Ford Abu Dhabi WRT. В 2011 році виступав в WRC з Халідом Аль-Касімі  і з декілька гонок з Язідом Аль-Раджі. З 2012 року і понині виступає разом з Язідом Аль-Раджі за команду Yazeed Racing. В цьому році виступають в класі SWRC і здобувають бронзу. В 2013 році виграють першу гонку ралі Швеції в тепер вже перейменованому класі WRC 2. В 2014 році здобули перемогу на ралі Кіпру ERC. З 2016 року повертаються в чемпіонат WRC.